# Xã Belvidere, Quận Goodhue, Minnesota
Xã Belvidere (tiếng Anh: Belvidere Township) là một xã thuộc quận Goodhue, tiểu bang Minnesota, Hoa Kỳ. Năm 2010, dân số của xã này là 462 người.